# La Femme hydropique
La Femme hydropique est un tableau du peintre Gérard Dou peint vers 1663 et considéré comme chef-d’œuvre de l'artiste. Il est conservé au musée du Louvre.

## Historique
Le tableau se trouvait dans les collections du roi de Sardaigne. Charles-Emmanuel IV l'a donné en décembre 1798 à Bertrand Clauzel, adjudant général de l'armée d'Italie. Celui-ci l'a offert au Directoire qui l'a ajouté aux collections du muséum central des arts de la République en 1799. De ce fait, c'est le premier tableau objet d'un don au musée du Louvre, son donateur figure en première place de la liste sur la plaque visible dans la rotonde d'Apollon.

## Analyse
Le terme « hydropique » renvoie à ce que l'on considérait comme une maladie de l'âme. Celui qui en était atteint était alors trop éloigné de Dieu. Mais ce tableau montrerait en réalité une femme enceinte. Ainsi, le sujet principal du tableau ne serait pas la femme malade mais le médecin réalisant un mauvais diagnostic et qui est montré comme un charlatan. On note en fait la dimension morale qui tourne autour du thème de l'eau, purificatrice. Et la femme qui se tourne vers Dieu au lieu du médecin.
L’œuvre s'inscrit parfaitement dans la peinture de Gérard Dou, principalement composée de tableaux de petits formats très minutieux, avec des scènes avec encadrement en arc.